# Jelisaweta Ilgisowna Salichowa
Jelisaweta Ilgisowna Salichowa (russisch Елизавета Ильгизовна Салихова; * 14. November 1996) ist eine russische Snowboarderin. Sie startet in den Paralleldisziplinen.

## Werdegang
Salichowa startete international erstmals im Februar 2012 beim Europacup in Sotschi. Dabei errang sie jeweils den 23. Platz im Parallel-Riesenslalom und Parallelslalom. Bei den Juniorenweltmeisterschaften 2012 in Sierra Nevada belegte sie den 18. Platz im Parallel-Riesenslalom und den 13. Rang im Parallelslalom. Im folgenden Jahr wurde sie beim Europäischen Olympischen Winter-Jugendfestival 2013 in Predeal Elfte im Parallel-Riesenslalom und bei den Juniorenweltmeisterschaften in Erzurum jeweils Neunte im Parallel-Riesenslalom und Parallelslalom. Ende März 2014 errang sie bei den Juniorenweltmeisterschaften in Chiesa in Valmalenco den 31. Platz im Parallelslalom und den vierten Platz im Parallel-Riesenslalom. Ihr Debüt im Snowboard-Weltcup hatte sie zu Beginn der Saison 2014/15 in Carezza, das sie auf dem 26. Platz im Parallel-Riesenslalom beendete. Bei den Juniorenweltmeisterschaften 2015 in Yabuli holte sie jeweils die Bronzemedaille im Parallel-Riesenslalom und Parallelslalom und bei den Juniorenweltmeisterschaften 2016 in Rogla die Goldmedaille im Parallel-Riesenslalom. In der Saison 2015/16 erreichte sie in Rogla mit dem vierten Platz im Parallel-Riesenslalom ihre erste Top-Zehn-Platzierung im Weltcup und zum Saisonende den 18. Platz im Parallelweltcup und den 11. Rang im Parallel-Riesenslalom-Weltcup. Bei den Snowboard-Weltmeisterschaften 2017 in Sierra Nevada kam sie auf den 33. Platz im Parallel-Riesenslalom und bei den Snowboard-Weltmeisterschaften 2019 in Park City auf den 28. Platz im Parallelslalom und auf den 11. Rang im Parallel-Riesenslalom. Anfang März 2019 wurde sie bei der Winter-Universiade in Krasnojarsk Fünfte im Parallel-Riesenslalom und Vierte im Parallelslalom. In der Saison 2019/20 erreichte sie den zehnten Platz im Parallelslalom-Weltcup. Ihr bestes Ergebnis dabei war der vierte Platz in Piancavallo.
Salichowa nahm bisher an 47 Weltcups teil und belegte dabei sechsmal eine Top-Zehn-Platzierung. (Stand: Saisonende 2019/20)

## Weltcup-Gesamtplatzierungen
| Saison  | Parallel | Parallel | Parallel-Riesenslalom | Parallel-Riesenslalom | Parallelslalom | Parallelslalom |
| Saison  | Punkte   | Platz    | Punkte                | Platz                 | Punkte         | Platz          |
| ------- | -------- | -------- | --------------------- | --------------------- | -------------- | -------------- |
| 2014/15 | 50       | 49.      | 50                    | 46.                   | -              | -              |
| 2015/16 | 980      | 18.      | 720                   | 11.                   | 250            | 26.            |
| 2016/17 | 1024     | 21.      | 774                   | 20.                   | 250            | 22.            |
| 2017/18 | 1230     | 24.      | 904                   | 22.                   | 326            | 21.            |
| 2018/19 | 1718     | 20.      | 1018                  | 18.                   | 700            | 18.            |
| 2019/20 | 1400     | 21.      | 700                   | 25.                   | 700            | 10.            |